# José Simões
José Ribeiro Simões Costa (15 giugno 1913 – 19 luglio 1944) è stato un calciatore portoghese, di ruolo difensore.

## Carriera

### Nazionale
Ha collezionato 10 presenze con la maglia della Nazionale.

## Palmarès

### Club

#### Competizioni nazionali
- Coppa del Portogallo: 2

Belenenses: 1933, 1941-1942